# 哈尔布斯
哈尔布斯是德国莱茵兰-普法尔茨州的一个市镇。总面积2.12平方公里，总人口338人，其中男性162人，女性176人（2011年12月31日），人口密度159人/平方公里。